# Squelette appendiculaire
Chez les Vertébrés, le squelette appendiculaire (ou squelette des membres)  est la partie de l'endosquelette représenté soit par des nageoires (membres ptérygiens des poissons), soit par des membres chiridiens qui caractérisent les Tétrapodes.
Le squelette appendiculaire du corps humain est composé de 126 os, qui constituent les deux paires de membres : inférieurs et supérieurs. 

## Ensemble
Le squelette appendiculaire est composé de 126 os. Il constitue avec le squelette axial, composé de 80 os, le squelette humain composé de 206 os. 

### Origine du nom
Le mot appendiculaire est l'adjectif dérivé du mot appendice, qui signifie partie adjointe à quelque chose de plus grand. 

### Fonction
D'un point de vue fonctionnel, le squelette appendiculaire est destiné à la locomotion (membres inférieurs) du squelette axial, et à la manipulation d'objets environnants (membres supérieurs). À l'inverse du squelette axial, le squelette appendiculaire est relativement libre ce qui lui confère une mobilité plus importante.

## Sous-ensembles du squelette appendiculaire
Le squelette appendiculaire est composé du squelette du membre supérieur et du squelette du membre inférieur. 
Chaque membre est relié au squelette axial par une ceinture osseuse : la ceinture scapulaire pour le membre supérieur et la ceinture pelvienne pour le membre inférieur. Cette ceinture osseuse permet l'attache de la partie libre des membres. 
La partie libre des membres est constituée de 3 segments. 
Le bras, l'avant-bras et la main constituent la partie libre du membre supérieur. 
La cuisse, la jambe et le pied constituent la partie libre du membre inférieur. 

### Squelette des membres supérieurs

#### Ceinture scapulaire
La ceinture scapulaire permet l'articulation de la partie libre du membre supérieur avec le tronc. 
Elle est constituée de 4 os ; 2 clavicules et 2 scapulas disposées à droite et à gauche. 
Elle s'articule avec le sternum par le biais de l'articulation sterno-claviculaire entre le sternum et la clavicule.
Elle s'articule avec la partie libre par l'articulation gléno-humérale entre l'humérus et la scapula..

#### Squelette de la partie libre du membre supérieur

##### Bras et avant-bras
Le squelette des deux bras est constitué d'un seul os : l'humérus qui s'articule avec l'avant-bras au niveau de l'articulation du coude.
Le squelette des deux avant-bras est constitué de 2 os : l'ulna en situation médiale et le radius en situation latérale.
L'avant-bras s'articule avec la main au niveau de l'articulation radio-carpienne entre le radius et le carpe.

##### Mains
Le squelette des deux mains est constitué de 27 os, 
Le squelette est constitué du carpe (8 os), du métacarpe (5 os) et 14 phalanges : 5 phalanges proximales, 4 phalangines (ou phalanges intermédiaires) et 5 phalangettes (ou phalanges distales). Il est à noter que contrairement aux autres doigts qui en comportent 3, le pouce est seulement composé de 2 phalanges (proximale et distale). 

### Squelette des membres inférieurs

#### Ceinture pelvienne
La ceinture pelvienne permet l'articulation de la partie libre du membre inférieur avec le tronc. 
Elle est constituée des deux os coxaux qui s'articulent entre eux au niveau de la symphyse pubienne et constitue le bassin osseux avec le coccyx et le sacrum. 
Elle s'articule avec le sacrum  par le biais de l'articulation sacro-iliaque.
Elle s'articule avec la partie libre par l'articulation coxale entre l'os coxal et le fémur.
Le rôle de la ceinture pelvienne est de permettre la stabilité et la mobilité du membre inférieur au niveau de l'articulation de la hanche. 

#### Squelette de la partie libre du membre inférieur

##### Cuisses et jambes
Le squelette des deux cuisses est constitué d'un seul os : le fémur qui s'articule avec la jambe au niveau de l'articulation du genou. Au niveau du genou et à l'avant se trouve un important os sésamoïde : la patella.
Le squelette des deux jambes est constitué de 2 os : le tibia en situation médiale et la fibula en situation latérale.
La jambe s'articule avec le pied au niveau de l'articulation talo-crurale  entre le tibia, la fibula et le talus.

##### Pieds
Le squelette des deux pieds est constitué de 26 os,
Le squelette est constitué du tarse (7 os), du métatarse (5 os) et 14 phalanges : 5 phalanges proximales, 4 phalangines (ou phalanges intermédiaires) et 5 phalangettes (ou phalanges distales). Il est à noter que contrairement aux autres orteils qui en comportent 3, l'hallux est seulement composé de 2 phalanges (proximale et distale). 